# Spionchefen Canaris
Spionchefen Canaris (tyska: Canaris) är en tysk krigsfilm från 1954 i regi av Alfred Weidenmann.

## Rollista i urval
- O.E. Hasse - amiral Canaris
- Barbara Rütting - Irene von Harbeck
- Adrian Hoven - förstelöjtnant Althoff
- Martin Held - Reinhard Heydrich
- Wolfgang Preiss - överste Holl
- Peter Mosbacher - Fernandez
- Charles Régnier - Baron Trenti
- Alice Treff - frk Winter
- Herbert Wilk - kapten Degenhard
- Klaus Miedel - André, fransk officer
- Arthur Schröder - herr von Harbeck
- Ilse Fürstenberg - Anna Lüdtke
- Arno Paulsen - taxiförare
- Joseph Offenbach - taxiförare